# Algrund (vid Kronvik, Vasa)
Algrund är en ö i Finland. Den ligger i Norra kvarken och i kommunen Vasa i landskapet Österbotten, i den västra delen av landet. Ön ligger nära Vasa och omkring 370 kilometer nordväst om Helsingfors.
Öns area är 20,7 hektar och dess största längd är 0,9 kilometer i sydöst-nordvästlig riktning.